# آنتونیو داماسیو
آنتونیو داماسیو (پرتغالی: António Damásio) یک عصب‌شناس پرتغالی-آمریکایی است. او در حال حاضر استاد علوم عصب‌شناسی، روانشناسی و فلسفه در دانشگاه کالیفرنیای جنوبی و یک استاد قراردادی در مؤسسه Salk است. داماسیو ریاست مؤسسه مغز و خلاقیت را بر عهده دارد و چندین کتاب تألیف کرده‌است. جدیدترین آن‌ها؛ احساس و شناخت: ساختن ذهن آگاه (۲۰۱۰)، که توسط دکتر محمدعلی آرامی ترجمه و در نشر لوگوس منتشر شده است، بررسی رابطه بین مغز و آگاهی است. پژوهش‌های داماسیو در علوم اعصاب نشان داده‌است که هیجان ها نقش اساسی در شناخت اجتماعی و تصمیم‌گیری ایفا می‌کنند. کتاب دیگر داماسیو «خطای دکارت: احساسات، عقل و مغز انسان» نام دارد که در سال 1994 منتشر شد و در آن فیزیولوژی تفکر و تصمیم منطقی و چگونگی تکامل قوا از طریق انتخاب طبیعی داروینی را شرح می‌دهد. داماسیو جدایی ذهن از بدن دکارتی (یا دوآلیسم ذهن-بدن دکارتی) را خطا می داند چراکه معتقدست استدلال مستلزم هدایت عواطف و احساسات منتقل شده از بدن است.